# Апостольский нунций в Того
Апостольский нунций в Тоголезской Республике — дипломатический представитель Святого Престола в Того. Данный дипломатический пост занимает церковно-дипломатический представитель Ватикана в ранге посла. Апостольская нунциатура в Того была учреждена на постоянной основе 21 мая 1973 года, в ранге апостольской делегатуры.
В настоящее время Апостольским нунцием в Того является архиепископ Рубен Дарио Руис Майнарди, назначенный Папой Франциском 28 октября 2024 года.

## История
Апостольская делегатура в Того и Гвинее была учреждена 21 мая 1973 года, бреве «Qui benignissima» папы римского Павла VI. Первоначально резиденция апостольской нунциатуры находилась в Абиджане — столице Кот-д’Ивуара.
В 1982 году, с установлением дипломатических отношений между Святым Престолом и Того, была учреждена Апостольская нунциатура в Того. Однако апостольский нунций не имеет официальной резиденции в Того, в его столице Ломе и является апостольским нунцием по совместительству, эпизодически навещая страну. Резиденцией апостольского нунция в Того является Котону — столица Бенина.

## Апостольские нунции в Того

### Апостольские делегаты
- Бруно Вюстенберг, титулярный архиепископ Тира — (29 декабря 1973 — 17 января 1979 — назначен апостольским про-нунцием в Нидерландах);
- Джузеппе Феррайоли, титулярный архиепископ Вольтурно — (25 августа 1979 — 21 июля 1981 — назначен апостольским про-нунцием в Кении).

### Апостольские про-нунции
- Иван Диас, титулярный архиепископ Рузибизира — (8 мая 1982 — 20 июня 1987 — назначен апостольским нунцием в Корее);
- Джузеппе Бертелло, титулярный архиепископ Урбисальи — (17 октября 1987 — 12 января 1991 — назначен апостольским нунцием в Руанде).
- Авраам Каттумана, титулярный архиепископ Себарадеса — (8 мая 1991 — 16 декабря 1992 — назначен официалом в Римской курии).

### Апостольские нунции
- Андре Дюпюи, титулярный архиепископ Сельсеи — (6 апреля 1993 — 27 марта 2000 — назначен апостольским нунцием в Венесуэле);
- Георг Кочерри, титулярный архиепископ Отоны — (10 июня 2000 — 2002, в отставке);
- Пётр Нгуен Ван Тот, титулярный архиепископ Рустицианы — (25 ноября 2002 — 24 августа 2005 — назначен апостольским нунцием в Центральноафриканской Республике и Чаде);
- Майкл Огаст Блум, S.V.D., титулярный архиепископ Алексанума — (24 августа 2005 — 2 февраля 2013 — назначен апостольским нунцием в Уганде);
- Брайан Удаигве, титулярный архиепископ Суэлли — (8 апреля 2013 — 13 июня 2020 — назначен апостольским нунцием в Шри-Ланке);
- Марк Джерард Майлз, титулярный архиепископ Читта Дукале — (2 марта 2021 — 9 июля 2024 — назначен апостольским нунцием в Коста-Рике);
- Рубен Дарио Руис Майнарди, титулярный архиепископ Урсоны — (28 октября 2024 — по настоящее время).